# Kolamaafushi
Kolamaafushi is een van de bewoonde eilanden van het Gaafu Alif-atol behorende tot de Maldiven.

## Demografie
Kolamaafushi telt (stand maart 2007) 711 vrouwen en 783 mannen.